# هنري بوكس براون
هنري بوكس براون (بالإنجليزية: Henry Box Brown)‏ (1815 - 15 يونيو 1897) كان من الرقيق في فرجينيا في القرن التاسع عشر هرب في سن الثالثة والثلاثين عن طريق ترتيب إرساله بالبريد ضمن صندوق خشبي في عام 1849 إلى الإبطاليين في فيلادلفيا، بنسيلفانيا.
لفترة وجيزة، أصبح براون متحدثًا إبطاليًا مشهورًا في شمال شرق الولايات المتحدة. بسبب كونه شخصية عامة ومن الرقيق الهاربين، شعر براون بالخطر الشديد من صدور قانون الرقيق الهارب 1850، الذي زاد من الضغط للقبض على الرقيق الهاربين. انتقل إلى إنجلترا وعاش هناك لمدة 25 عامًا، وبدأ جولة لعرض بانوراما مناهضة للعبودية، وأصبح ساحرًا واستعراضيًا. تزوج براون، وكوّن أسرةً مع امرأة إنجليزية تدعى جين فلويد. كانت هذه زوجة براون الثانية. بيعت زوجته الأولى، نانسي، من قبل مالكها. عاد براون إلى الولايات المتحدة مع عائلته الإنجليزية في عام 1875، حيث واصل عمله كمرفّه لكسب لقمة عيشه. ذهب في جولات ليقدم أداءه كساحر ومتحدث حتى عام 1889 على الأقل. قضى العقد الأخير من حياته (1886-1897) في تورونتو، وتوفي فيها عام 1897.

## الطفولة والعبودية
ولد هنري براون بين الرقيق عام 1816 في مزرعة تسمى هيرميتاج في مقاطعة لويزا بولاية فيرجينيا. ذكر هنري والديه بإعجاب، مشيراً إلى أن والدته هي من غرست فيه القيم المسيحية. يُعتقد أن كان لديه شقيقان على الأقل، إذ ذكر أخًا وأختًا في سيرته الذاتية. في سن الـ 15، أُرسل للعمل في مصنع للتبغ في ريتشموند. في سيرته الذاتية، نيراتيف أوف ذا لايف أوف هنري بوكس براون، التي كتبها بنفسه، وصف مالكه قائلًا: «كان سيدنا لطيفًا بشكل غير مألوف، (فحتى مالك الرقيق قد يكون لطيفًا) كان رجلًا محترمًا، وبدا وكأنه إلهنا، رغم أنه كان يعرف جيدًا ماهية المفاهيم المسبقة التي شكلناها عنه، لم يبذل أبداً أي مجهود لمحاولة تصحيح انطباعنا الخاطئ، بل بدا سعيدًا بالمشاعر الموقرة التي شعرناها تجاهه».

## الهرب

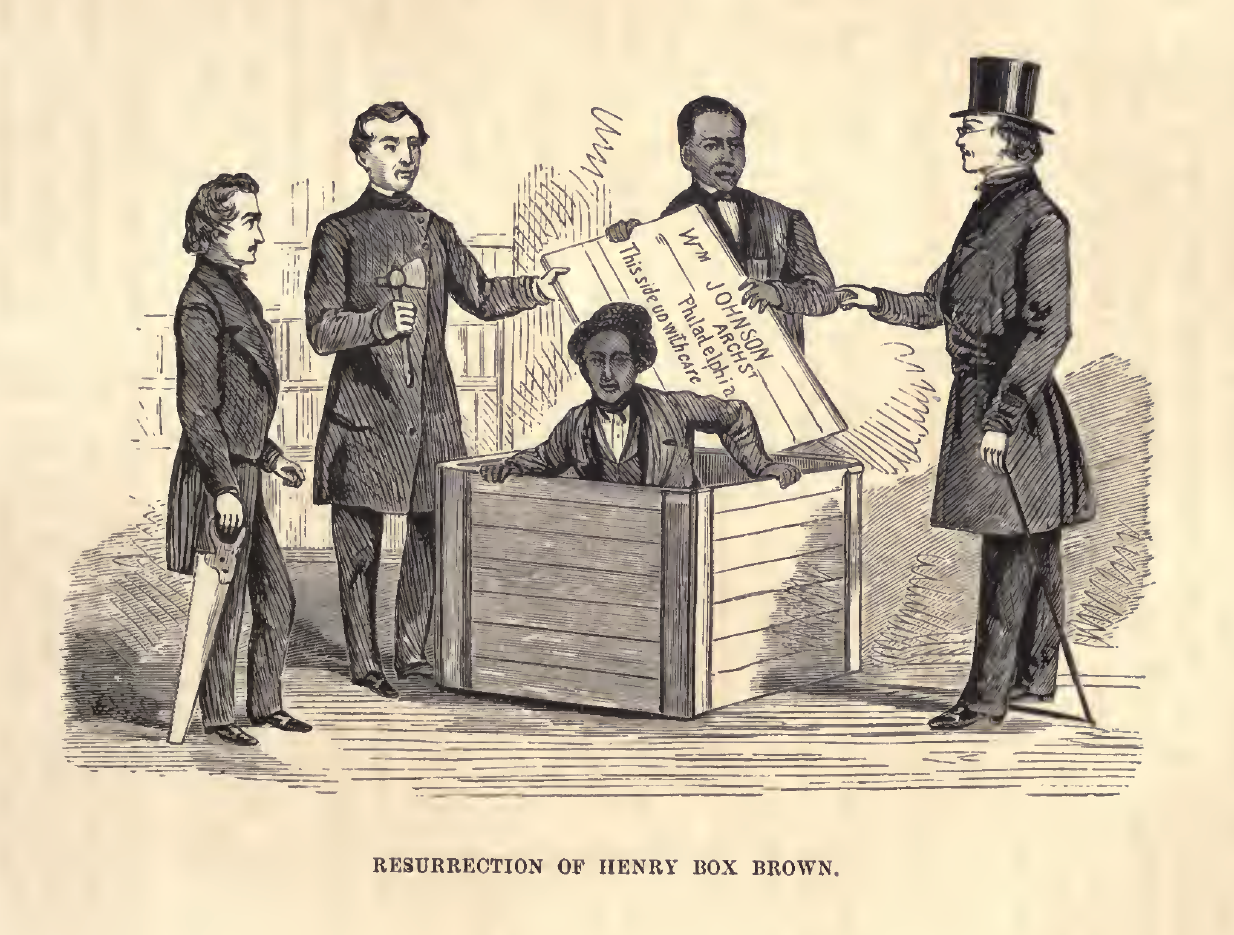
قيامة هنري بوكس براون

تزوج براون أول مرة من زميلته من الرقيق، نانسي، لكن لم يُعترف بزواجهما قانونيًا. أنجبا ثلاثة أطفال ولدوا بين الرقيق تحت مبدأ «بارتوس سيكويتر فينتروم» (أي المولود يتبع والديه). توظف براون من قبل مالكه في ريتشموند، فيرجينيا، وعمل في مصنع للتبغ، واستأجر منزلاً عاش فيه مع زوجته وأطفالهما. دفع براون لمالك زوجته حتّى لا يبيع عائلته، لكن الرجل خان براون، وباع نانسي الحبلى وأطفالهما الثلاثة إلى مالك مختلف.
بمساعدة جيمس سي سميث، رجل حر من ذوي البشرة السوداء، وصانع أحذية من ذوي البشرة البيضاء (ومقامر محتمل) اسمه سامويل أ. سميث، ابتكر براون خطة لشحن نفسه في صندوق إلى دولة حرة عن طريق شركة آدمز إكسبرس، المعروفة بسريتها وكفاءتها. دفع براون 86 دولارًا أمريكيًا (ما يعادل 2643 دولارًا في عام 2019) (من مدخراته البالغة 166 دولارًا) إلى سامويل سميث. ذهب سميث إلى فيلادلفيا للتشاور مع أعضاء جمعية بنسلفانيا لمناهضة العبودية حول كيفية تنفيذ خطة الهروب، والتقى بالقس جيمس ميلر مكيم ووليام ستيل وسايروس بيرلي. راسلهم للعمل على التفاصيل بعد عودته إلى ريتشموند. نصحوه بإرسال صندوق البريد إلى مكتب التاجر الصاحبي باسمور وليامسون، الذي كان ناشطًا في لجنة الحراس.
كي يتملص من العمل في يوم هروبه، أحرق براون يده حتى العظم بحمض الكبريتيك. كانت أبعاد الصندوق الذي نُقل فيه براون 3 × 2.67 × 2 قدم (0.91 × 0.81 × 0.61 م) ووُضعت عليه عبارة «بضائع جافة». كان مبطنًا بالجوخ، وهو قطعة قماش صوفية خشنة، ولم يحمل براون معه سوى القليل من الماء وبعض البسكويت. احتوى الصندوق ثقبًا واحدًا ليسمح بدخول الهواء، وكان ممسمرًا ومربوطًا بالأشرطة. كتب براون في وقت لاحق أن طريقته غير المُحكمة في الهرب كانت تستحق المخاطرة: «إذا لم يسبق وسُلبت حريتك منك، كما حدث لي، لا يمكنك استيعاب شدة الأمل في الحرية، والذي كان في الواقع، مرساةً لروحي الواثقة والصامدة.»

## وصلات خارجية
- هنري بوكس براون على موقع إن إن دي بي (الإنجليزية)